# 西洋跳棋

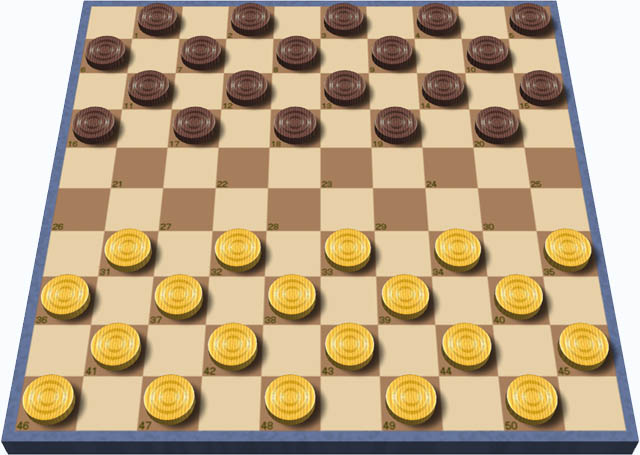
波蘭跳棋的開始局面

西洋跳棋（美國英語：Checkers，英國英語：Draughts）是一種兩人棋盤遊戲。玩家的棋子都是沿斜角走的。棋子可跳過敵方的棋子並吃掉它。
它的歷史比歐洲象棋長久，始祖為中東跳棋。西洋跳棋的玩法有很多。最流行的遊戲形式是被稱為國際跳棋的波蘭跳棋，其次為英國跳棋。
一直以來有很多數學家、電腦專家與英國跳棋專家研究破解跳棋的程式。 直至2007年7月，加拿大電腦科學家正式宣佈，英國跳棋已經被研透了，程式名為Chinook，他們表示程式可以找到該棋的最佳走法，若果雙方都按照這最佳走法下棋，那麼棋局將以和局收場。但更大變化的波蘭跳棋、加拿大跳棋等跳棋還待破解。

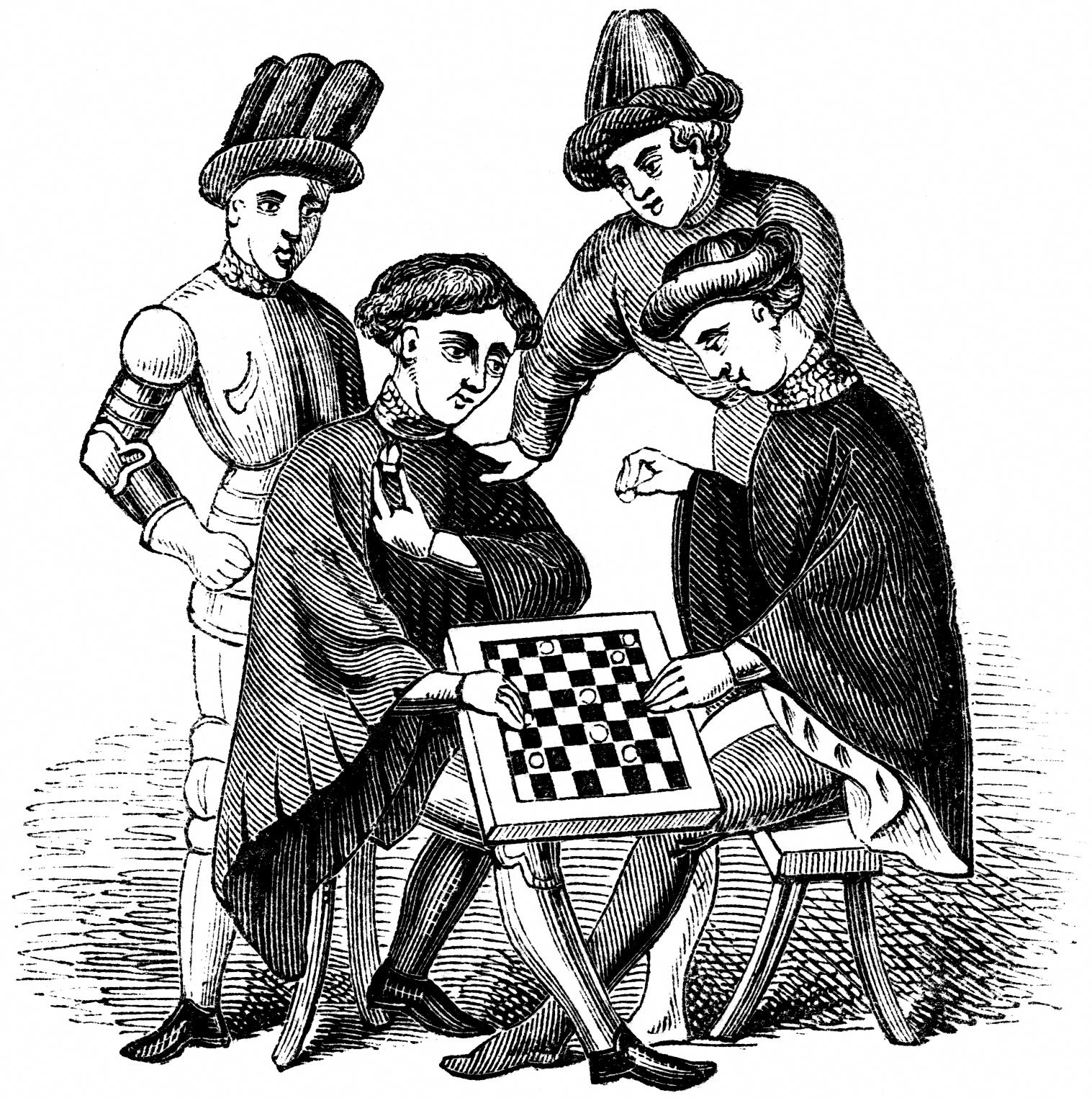

## 變種

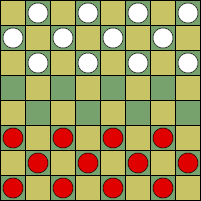
英國跳棋的開始局面

- 波蘭跳棋：10×10的棋盤，每方20枚棋子，有flying king。未成王的棋子可以向後吃棋。可吃棋的棋子必須選擇吃得最多棋子的路徑。若一枚棋子向前吃棋後到了底線，之後再吃棋，那不算成了王。流行地區有荷蘭、法國、前蘇聯。由於最受歡迎，又被稱國際跳棋。
- 英國跳棋：8×8的棋盤，每方12枚棋子。非成王的棋子只能往前斜跳吃，成王棋才可往後前跳吃。沒flying king。可吃棋的棋子不必須選擇吃得最多棋子的路徑。
- 巴西跳棋：規則和波蘭跳棋一樣，但棋盤和英國跳棋一樣8×8的棋盤。流行于巴西。
- 加拿大跳棋：規則和波蘭跳棋一樣，但棋盤為12×12的，每方30枚棋子。流行于加拿大。
- 池塘跳棋：規則和巴西跳棋一樣，但可吃棋的棋子不必須選擇吃得最多棋子的路徑。流行于美国东部。
- 西班牙跳棋：流行於南美和北非國家。規則和巴西跳棋一樣，但可吃棋的棋子必須選擇吃得最多棋子的路徑。如果仍然有多于一条路径，就必須選擇吃得最多王的路徑。
- 俄羅斯跳棋：8×8的棋盤，每方12枚棋子，若一枚棋子向前吃棋後到了底線，之後再吃棋，就算成了王。流行于前苏联和以色列。可吃棋的棋子不必須選擇吃得最多棋子的路徑。
- 泰國跳棋：8×8的棋盤，每方8枚棋子，非成王的棋子只能往前斜跳吃，有flying king。流行于泰國。可吃棋的棋子不必須選擇吃得最多棋子的路徑，可重複跳過同一格。
- 義大利跳棋：未成王的棋子不可吃王，也不可后退。可吃棋的棋子必須選擇吃得最多棋子的路徑。如果仍然有多于一条路径，就必須尽可能用王吃而不用普通棋子吃。如果仍然有多于一条路径，就必須選擇吃得最多王的路徑。如果仍然有多于一条路径，就必須選擇首先吃到王的路徑。流行于意大利和一些北非国家。
- 土耳其跳棋：8×8的棋盤，每方16枚棋子，棋子横走或直走，不可斜走。可吃棋的棋子必須選擇吃得最多棋子的路徑。當棋子到了底線，它就可以「成王」，像西洋棋中的「车」一樣，格數不限的走。开始时兩方各在棋盤的一邊，將第2及3行的所有格子放滿己方的棋子。流行于中东地区。
- 亞美尼亞跳棋：規則和土耳其跳棋一樣，僅多出棋子可斜走的玩法，流行於亞美尼亞。

### 新創玩法
- 自殺跳棋：最快將所有棋子失去或令自己沒法行走便是勝方。
- 拉斯克疊跳棋：由前世界冠軍伊曼紐·拉斯克發明。7×7的棋盤，使用其中25格。被吃的棋子放於吃的棋子的下方，形成一個「塔」。若這個「塔」被吃，只有塔最上方的棋子會放於吃的棋子的下方。

10×10和8×8西洋跳棋都是首届世界智力运动会的正式比赛项目。

### 同樣為跳吃的棋類
- 索馬利亞跳棋
- 中東跳棋
- 北非跳棋
- 西非跳棋
- 夏威夷跳棋
- 拉布蘭跳棋

## 著名棋手
- 馬里恩·汀斯雷
- 亚历山大·奇佐夫

## 電腦跳棋
Portable Draughts Notation是標準的儲存格式。
1952年至1962年，IBM的員工亞瑟·李·塞謬爾編寫了首個跳棋程式。

## 外部連結
- World Draughts Federation （页面存档备份，存于）
- 10x10.org （页面存档备份，存于）